# Nitranka
Nitria (dříve také Nitranka, v katalogu VIVC uvedena pod původním názvem Nitra, platným do roku 2011) je středně pozdní moštová odrůda révy vinné (Vitis vinifera), používaná k výrobě červených vín. Odrůda byla vyšlechtěna na Slovensku v roce 1976, Ing. Dorotou Pospíšilovou, Ph.D. a kolektivem šlechtitelů Výzkumného ústavu vinohradnického Bratislava, křížením odrůd Castets a Abouriou noir.
Křížením těchto dvou odrůd vzniklo 85 semenáčků, ze kterých bylo vyselektováno pro další zkoušky osm jedinců. Pro velkou heterogenitu znaků potomstva byly dále selektovány čtyři typy, ze kterých později vzešly sesterské odrůdy Nitria, Hron, Rimava a Váh, nesoucí jména slovenských řek.
Castets je autochtonní, středně pozdní, modrá moštová odrůda původu Vitis vinifera z francouzského jihozápadu, z départementu Gironde, která se sem údajně měla dostat z podhůří Pyrenejí, či, podle jiné teorie, byla jako semenáček nalezena r. 1870 poblíž lesa u obce Saint-Macaire a namnožena místním vinařem jménem Nicouleau. Každopádně, jméno získala po muži jménem Castets, který se zasloužil o její rozšíření kolem r. 1875. Je pěstována velmi vzácně, roku 1998 na 0,5 ha a mísena do cuvée vín Vin de Pays v okolí města Aveyron severně od Gaillac, její pěstování je připuštěno též v Provence, v AOC Palette a Vins d'Estaing. Odrůda je poměrně odolná, ale vína dává průměrná.
Abouriou noir je autochtonní, raná, modrá moštová odrůda původu Vitis vinifera z jihozápadní Francie, z regionu Sud-Ouest, z départementu Lot-et-Garonne. Je potomkem odrůdy Magdeleine Noire des Charentes  a pochází ze semenáčku, který byl nalezen kolem r. 1840 a další selekcí upravován do dnešní podoby. Odrůda byla v roce 2007 pěstována ve Francii ve třech klonech na 388 ha s klesající tendencí. Do cuvée se užívá v AOC Côtes du Marmandais a Vins d’Estaing a dále v mnoha Vin de Pays v regionu Sud-Ouest a v údolí Loiry. Pěstuje se též v Austrálii a v Kalifornii. Poměrně odolná odrůda dává kvalitní vína, kterým někdy schází acidita.

## Popis
Réva vinná (Vitis vinifera) odrůda Nitria je jednodomá dřevitá pnoucí liána, dorůstající v kultuře až několika metrů. Kmen tloušťky až několik centimetrů je pokryt světlou borkou, která se loupe v pruzích. Úponky révy umožňují této rostlině pnout se po pevných předmětech. Růst je bujný.
List je středně velký až velký, pětilaločnatý s hlubokými výkroji, čepel listu je vrásčitá, na spodní straně hustě štětinkatá. Řapíkový výkroj je otevřený, ve tvaru písmene „V“ či lyrovitý s ostrým dnem, řapík je kratší, hladký.
Oboupohlavní pětičetné květy v hroznovitých květenstvích jsou žlutozelené, samosprašné. Hrozen je menší až středně velký (11 x 14 cm, 127 g), kuželovitý, středně hustý, s křidélkem, bobule středně velké (16 x 14 mm, 2,3 g), oválné, modré, slupka je velmi hrubá (hrozny nehnijí), dužina je rosolovitá, kabernetové chuti.

## Původ a rozšíření
Nitria je moštová odrůda révy vinné (Vitis vinifera). Odrůda byla vyšlechtěna na Slovensku v roce 1976, Ing. Dorotou Pospíšilovou, Ph.D. a kolektivem šlechtitelů Výzkumného ústavu vinohradnického Bratislava, křížením odrůd Castets a Abouriou noir. V Listině registrovaných odrůd SR je odrůda zapsána od roku 2011, již od roku 2004 je právně chráněná.
Na Slovensku je odrůda pěstována na nevelkých plochách. Ve Státní odrůdové knize České republiky není zapsána, není uvedena ani mezi odrůdami, ze kterých je dovoleno vyrábět zemská vína. V České republice se pěstuje pouze velmi okrajově, na Moravě, kde se lze na místních koštech vzácně setkat s odrůdovými víny.

## Název
Původní název odrůdy připomínal známou slovenskou řeku Nitra, názvy řek jsou slovenskými šlechtiteli používány pro nové odrůdy révy poměrně často. Pro odlišení od podobného názvu stolní odrůdy Vitra byla zapsána do Listiny registrovaných odrůd SR pod názvem Nitranka roku 2011, ale nakonec byl název změněn na Nitria.  Šlechtitelské označení odrůdy je CAAB 3/8.

## Pěstování
Réví dobře vyzrává. Odolnost k zimním mrazům je mírně podprůměrná (-19 °C). Odrůda dobře snáší sucho, nesprchává, ale je citlivá na pozdní jarní mrazy. Hodí se pro většinu vedení, doporučované zatížení je 6-8 oček na m², vhodným pěstitelským tvarem je střední nebo vysoké vedení s řezem na dlouhý tažeň, vhodné jsou podnože SO-4, T 5C a Cr 2. Výnos je vyšší, 10-17 (19) t/ha při cukernatosti moštu 18-23 °NM a aciditě 7,5-11 g/l. Výlisnost moštu z 1 kg hroznů je 700 ml. Současné trendy, zaměřené na kvalitu vín, vyžadují redukci úrody již zimním řezem, případně před fází zrání.

### Fenologie
Odrůda raší i kvete raně, sklizňové zralosti dosahuje již od poloviny září, nejdříve z odrůd, pocházejících z tohoto křížení, ale sklizena může být později, hrozny vydrží na keřích zdravé většinou až do první dekády října.

### Choroby a škůdci
Nitria je citlivá na napadení padlím révovým (Uncinula necator) a plísní révovou (Plasmopara viticola), odolnost k plísni šedé (Botrytis cinerea) je dobrá.

### Poloha a půdy
Odrůda vyžaduje dobré, teplé a slunné, chráněné polohy, na kvalitu půd není příliš náročná, ale nejlépe vyhovují hluboké, výživné a teplé půdy, jakož i půdy sušší, v nichž se tvoří menší bobule, které ale mohou být kvalitnější.

## Víno
Vína jsou tmavočervené barvy, plná, extraktivní a harmonická, s příjemnou kabernetovou chutí s jemnými kořenitými tóny, ale dá se říci, že v rámci křížení, ze kterého odrůda pochází, nepatří ke kvalitativně nejlepším. Vína bývají harmonická již jako mladá, z průměrných ročníků a neredukovaných sklizní bývají tenčí, ale neztrácejí většinou barvu a buket. Z pohledu kvality je nutné zrání vína v dřevěných sudech, vhodné jsou i sudy barrique.

### Multimédia
- Ing. Radek Sotolář : Multimediální atlas podnožových, moštových a stolních odrůd révy, Mendelova zemědělská a lesnická universita Brno, zahradnická fakulta v Lednici
- Martin Šimek : Encyklopédie všemožnejch odrůd révy vinné z celýho světa s přihlédnutím k těm, co již ouplně vymizely, 2008-2012